# Tragstuhl

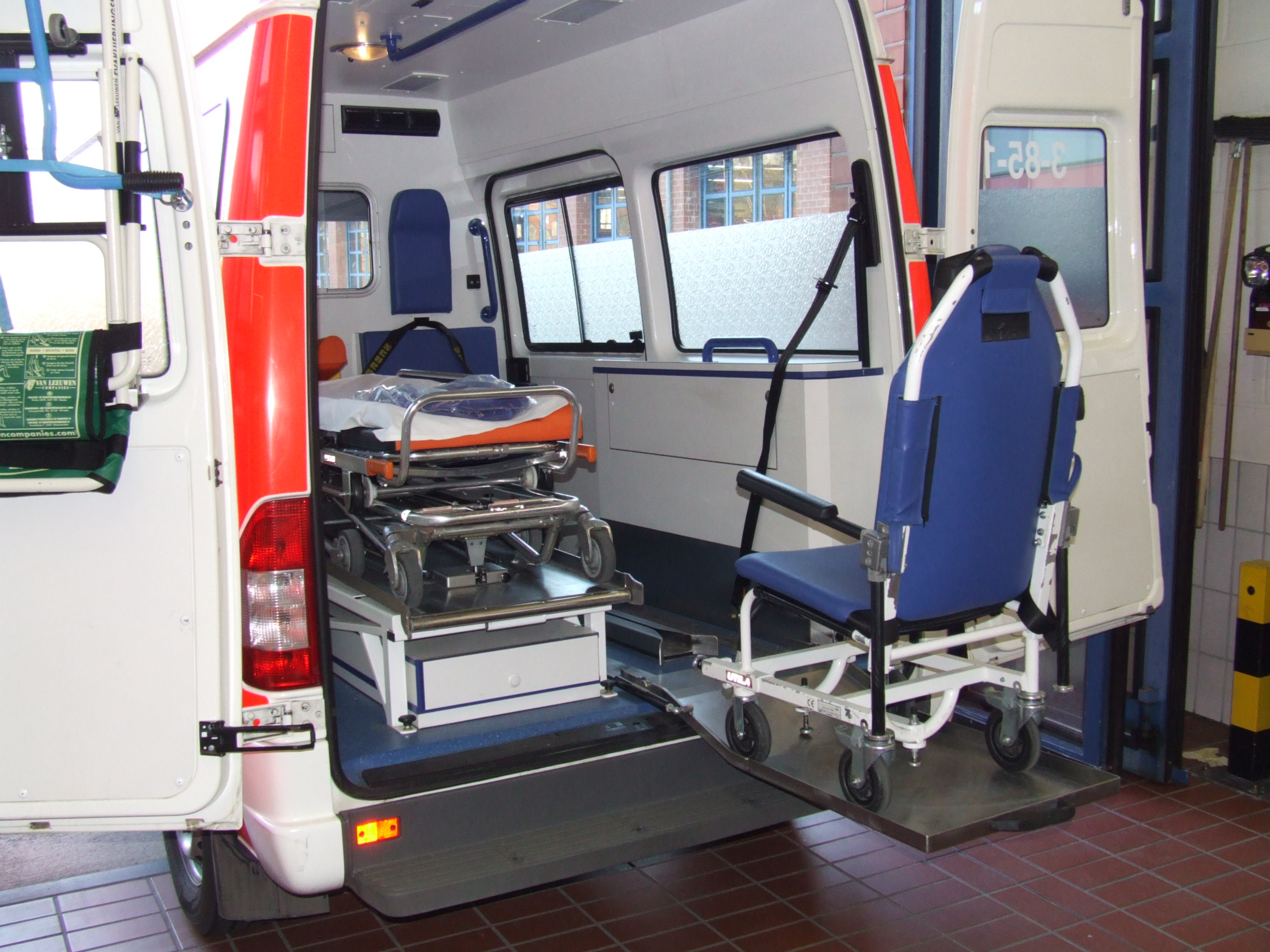
Tragestuhl auf der ausklappbaren Laderampe eines KTW

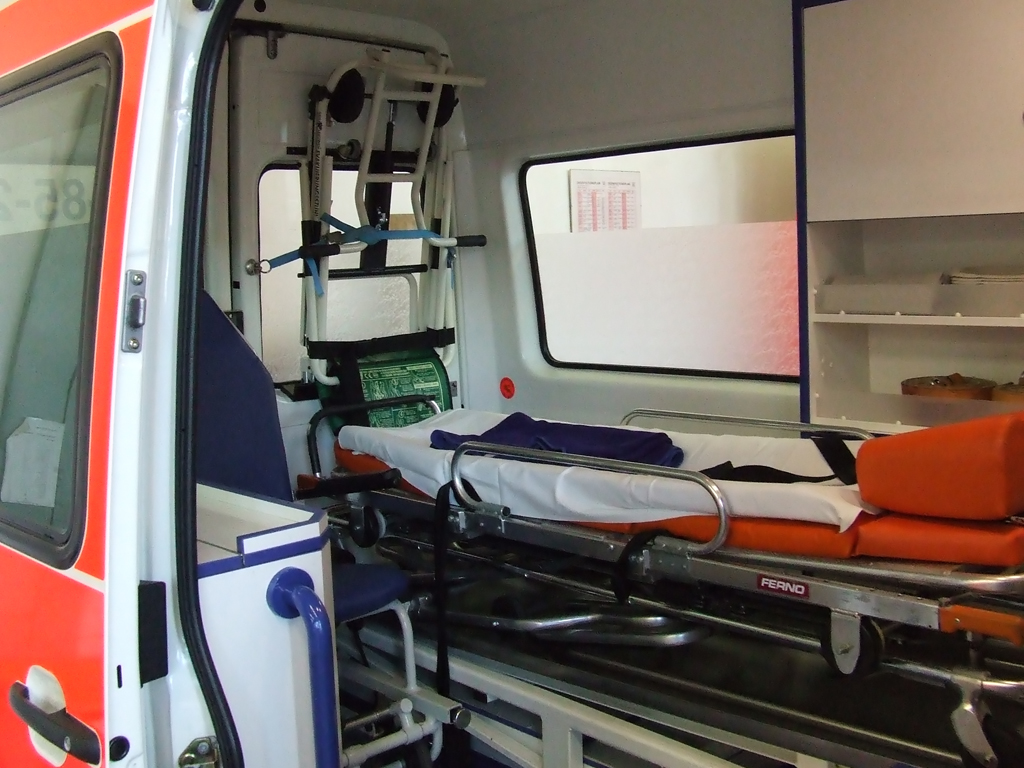
Im Bild (vlr): Tragestuhl, Zutragestuhl, Trage

Ein Tragsessel oder Tragestuhl ist im Rettungsdienst und Krankentransport ein Hilfsmittel zum Transport von Patienten, die nicht gehfähig sind. Sie sind entweder selbst nicht oder nur bedingt gehfähig oder können nicht über weite und unwegsame Strecken (Treppen) gehen, mitunter wird ein liegender Transport vom Patienten nicht gewünscht.

## Unterschiede RTW und KTW
KTWDie im Krankentransportwagen (kurz KTW) verwendeten Tragsessel werden im Fahrzeug verankert und verfügen über entsprechende Rückhaltesysteme (Sicherheitsgurte), um während der Fahrt als vollwertige Sitzplätze zu dienen, was eine Umlagerung vor und nach der eigentlichen Fahrtzeit unnötig macht. Verschiedenen Herstellern und Modelltypen ist es geschuldet, dass von ausklappbaren bis schwenkbaren Tragegriffen oder komplett zusammenklappbaren Stühlen, alle Varianten vorkommen und sich die einzelnen Modelle vor allem im Gewicht unterscheiden.
RTWIm Rettungswagen (kurz RTW) sind aus Platzgründen häufig keine Patienten-Sitzplätze im Fahrzeug vorgesehen, so dass der Patient auf der Trage liegend transportiert werden muss. Um den Transport zum Fahrzeug, etwa durch enge Stiegenhäuser, einfacher zu gestalten, wird in diesem Fall ein klappbarer Zutragestuhl (teils auch Evakuierungsstuhl genannt) verwendet der, je nach Ausstattung, über Laufbänder verfügt und somit ein unnötiges Tragen der Patienten vermieden wird.

## Sonstiges
- Es gibt Tragen und Schaufeltragen, die durch ihre Konstruktionsform in einen Zutragestuhl umgebaut werden können. Umgekehrt ist es bei manchen Tragsesseln möglich, durch Umlegen der Rückenlehne eine behelfsmäßige Liegemöglichkeit zu schaffen.
- In früherer Zeit wurde der Begriff Tragsessel auch für Sänften benutzt.